# Ли Страсберг
Ли Страсберг (енгл. Lee Strasberg; Бузанав, 17. новембар 1901 — Њујорк, 17. фебруар 1982), рођен као Израел Штрасберг, био је амерички позоришни редитељ, глумац, продуцент и педагог. Страсберт је био један од најутицајнијих глумачких педагога 20. века. Рођен је у Аустроугарској (данашња Украјина) у јеврејској породици, а емигрирао је у САД као дете. Био је суоснивач чувеног Груп театра (Group Theatre) 1931. године, а од 1951. до своје смрти био је уметнички директор Акторс студија (Actors Studio) у Њујорку, претворивши га у најугледнију глумачку радионицу у Америци.
Страсберг се сматра „оцем методске глуме” („Метода”) у Америци, интерпретације система Константина Станиславског која је наглашавала употребу глумчеве афективне меморије (емоционалног сећања) за постизање реалистичних изведби. Подучавао је генерације најистакнутијих америчких глумаца, укључујући Марлона Бранда, Мерилин Монро, Џејмса Дина, Пола Њумена, Ала Пачина, Роберта Де Нира, Дастина Хофмана, Елија Валаха, Џејн Фонду, Елен Берстин и многе друге. За своју улогу Хајмана Рота у филму Кум 2 (1974) номинован је за Оскара за најбољу споредну мушку улогу.

## Биографија

### Рани живот и образовање
Рођен је као Израел Штрасберг у месту Бузанав у Галицији, тада делу Аустроугарске. Његова породица је емигрирала у Сједињене Америчке Државе 1909. године и настанила се у Лоуер Ист Сајду у Њујорку. Млади Страсберг се заинтересовао за позориште кроз аматерске групе у локалном друштвеном центру (Christie Street Settlement House).
Пресудан утицај на њега извршила је турнеја Московског уметничког театра по САД 1923-1924. године. Инспирисан Станиславскијевим приступом глуми, уписао се у **American Laboratory Theatre**, где су предавали бивши чланови МХТ-а, Марија Успенска и Ричард Болеславски. Ту се упознао са основама Система Станиславског.

### Груп театар
Године 1931, Страсберг је, заједно са Харолдом Клурманом и Шерил Крофорд, основао **Груп театар** (Group Theatre). Ова трупа је имала огроман утицај на америчко позориште, промовишући реалистички приступ глуми и постављајући друштвено ангажоване драме. Страсберг је био један од главних редитеља и педагога у Груп театру, режирајући представе попут Људи у белом (Men in White, 1933) Сиднија Кингслија, која је добила Пулицерову награду. Међутим, због разлика у уметничком приступу и интерпретацији Система (посебно у односу на Стелу Адлер, која је такође била члан), Страсберг напушта Груп театар 1937. године.

### Акторс студио
Године 1947, Елија Казан, Шерил Крофорд и Роберт Луис основали су **Акторс студио** као непрофитну радионицу за професионалне глумце. Страсберг се прикључио 1949. године, а 1951. постао је уметнички директор и на тој позицији остао до своје смрти. Под његовим вођством, Акторс студио је стекао светску славу као место где се развијала и подучавала методска глума ("Метод"). Страсбергова верзија Метода стављала је снажан акценат на афективну меморију – технику где глумац користи сећања на сопствена прошла искуства како би пробудио аутентичне емоције потребне за улогу. Овај приступ је био и хваљен због психолошке дубине коју је омогућавао, али и критикован због потенцијалне емоционалне штетности по глумце и неадекватности за све врсте улога.

### Педагошки рад и институт
Страсберг је постао најпознатији и најутицајнији глумачки педагог у Америци. Његови часови у Акторс студију били су легендарни, а листа глумаца које је подучавао или на које је утицао је импресивна. Године 1969, основао је и приватну глумачку школу – **Lee Strasberg Theatre and Film Institute**, са центрима у Њујорку и Лос Анђелесу, која и данас ради.

### Глумачка каријера
Иако примарно познат као педагог и редитељ, Страсберг се касно у животу вратио глуми. Његова најпознатија улога је Хајман Рот (Hyman Roth) у филму Кум 2 (The Godfather Part II, 1974) Франсиса Форда Кополе, за коју је добио номинацију за Оскара за најбољу споредну мушку улогу. Глумио је и у филмовима ...И правда за све (...And Justice for All, 1979) и У великом стилу (Going in Style, 1979).

### Приватни живот и смрт
Ли Страсберг се женио три пута. Прва супруга, Нора Крекон (Nora Krecaun), умрла је 1929. Друга супруга била је глумица Пола Милер (Paula Strasberg), која је постала позната као глумачки тренер Мерилин Монро; умрла је 1966. Имали су двоје деце: глумицу Сузан Страсберг и глумачког педагога Џона Страсберга. Трећа супруга била је Ана Мизрахи (Anna Mizrahi), са којом је такође имао двоје деце.
Преминуо је од срчаног удара 17. фебруара 1982. године у Њујорку.

## Методска глума ("Метод")
Страсбергов "Метод" је његова интерпретација и разрада раног система Станиславског, са посебним нагласком на унутрашњим техникама за постизање истинитих емоција на сцени. Кључни елементи укључују:
- **Афективна (емоционална) меморија:** Коришћење сећања на лична искуства како би се рекреирале емоције потребне за лик. Глумац се подстиче да пронађе догађај из сопственог живота који је изазвао сличну емоцију оној коју лик осећа.
- **Сензорна меморија:** Присећање и рекреирање физичких сензација (топлоте, хладноће, бола, укуса, мириса) повезаних са емоционалним искуствима.
- **Релаксација:** Ослобађање физичке и менталне напетости како би глумац био пријемчив за емоције и импулсе.
- **Концентрација:** Способност фокусирања на унутрашње и спољашње стимулусе релевантне за сцену и лик.
- **Импровизација:** Коришћење импровизације за истраживање лика и ситуације.

Страсбергов Метод је често био предмет дебата, посебно његово инсистирање на афективној меморији, што су неки други педагози (попут Стеле Адлер, која је такође учила од Станиславског) сматрали потенцијално штетним и мање ефикасним од коришћења маште и анализе текста.

## Утицај и наслеђе
Без обзира на контроверзе, Ли Страсберг је извршио огроман утицај на америчку глуму у 20. веку, посебно на филмску глуму. Многи од најславнијих америчких глумаца били су његови ученици или су били под снажним утицајем Метода како га је он подучавао у Акторс студију. Акторс студио и Lee Strasberg Theatre and Film Institute настављају да раде и подучавају глумце и данас, одржавајући његово педагошко наслеђе.

## Одабрана филмографија (глумац)
- Кум 2 (The Godfather Part II, 1974) – као Хајман Рот
- Досије Касандра (The Cassandra Crossing, 1976) – као Херман Каплан
- ...И правда за све (...And Justice for All., 1979) – као Сем Керкланд
- Боурди (Boardwalk, 1979) – као Дејвид Розен
- У великом стилу (Going in Style, 1979) – као Вили

## Одабране режије (Груп театар)
- Кућа Конелијевих (The House of Connelly, Пол Грин), 1931.
- 1931— (Клер и Пол Сифтон), 1931.
- Људи у белом (Men in White, Сидни Кингсли), 1933.
- Случај Клајда Грифитса (Case of Clyde Griffiths, према Драјзеру), 1936.
- Џони Џонсон (Johnny Johnson, Пол Грин), 1936.